# Mary Hamm
Mary Hamm (7 settembre 1954) è un'ex tennista statunitense.

## Carriera
In carriera ha raggiunto una finale nel singolare al WTA San Antonio nel 1977. Nei tornei del Grande Slam ha ottenuto il suo miglior risultato raggiungendo i quarti di finale di doppio all'Open di Francia nel 1977, in coppia con la connazionale Candy Reynolds.

## Statistiche

### Singolare

#### Finali perse (1)
| Numero | Anno          | Torneo                       | Superficie | Avversaria in finale | Punteggio     |
| 1.     | 27 marzo 1977 | WTA San Antonio, San Antonio | Cemento    | Billie Jean King     | 3-6, 6-3, 3-6 |